# 正统芬兰人党
正统芬蘭人黨（芬蘭語：Perussuomalaiset，缩写为PS，缩写为Sannf.），又称芬蘭人黨 ，是芬蘭一個保守主义的政黨，在1995年芬兰乡村党解体时成立的。
在2011年芬兰议会选举中正统芬兰人党赢得了19.1%的选票，成为芬兰议会中第三大党。在2015年的议会选举中该党获得了17.7%的选票，并成为议会中第二大党。该党自成立后的头20年中一直都处于反对党的地位。在2015年该党加入由总理尤哈·西比莱领导的联合政府。2017年该党内部分裂，有超过一半的该党议员脱离该党的议会党团，从而被开除党籍。这个脱离的党团组成名叫“新选项”的议会党团（后来改名为蓝色未来）继续留在联合政府里；正统芬兰人党则成为反对党。
2014年6月正统芬兰人党加入欧洲议会中的欧洲保守派和改革主义者党团，与英国的保守党及波兰的法律与公正党派进行合作。而後退出並加入认同与民主党团，2023年4月5日重新加入前者。

## 背景
2015年时为芬兰议会的第二大黨，國內最大的疑歐派政黨。該黨反對歐盟的移民政策，反對引進大量其他非歐盟國家的移民。
該黨雖然拒絕表明在左派、右派下的意識形態，但在社會議題上採取較明顯保守的取態，如反對墮胎和同性婚姻等。
2017年6月13日，在有極右翼背景的黨魁尤西·哈拉阿霍上任后，中間偏右聯合政府成員的芬兰中間党和芬兰民族聯合党拒絕與之合作，而转向与从正统芬兰人党分裂出来的新选项20名议员合作，得以保留执政党派在议会中的席位超过半数。